# Aristida pygmaea
Aristida pygmaea là một loài thực vật có hoa trong họ Hòa thảo. Loài này được (Trin. & Rupr.) Henrard mô tả khoa học đầu tiên năm 1928.